# Traité de Soleure

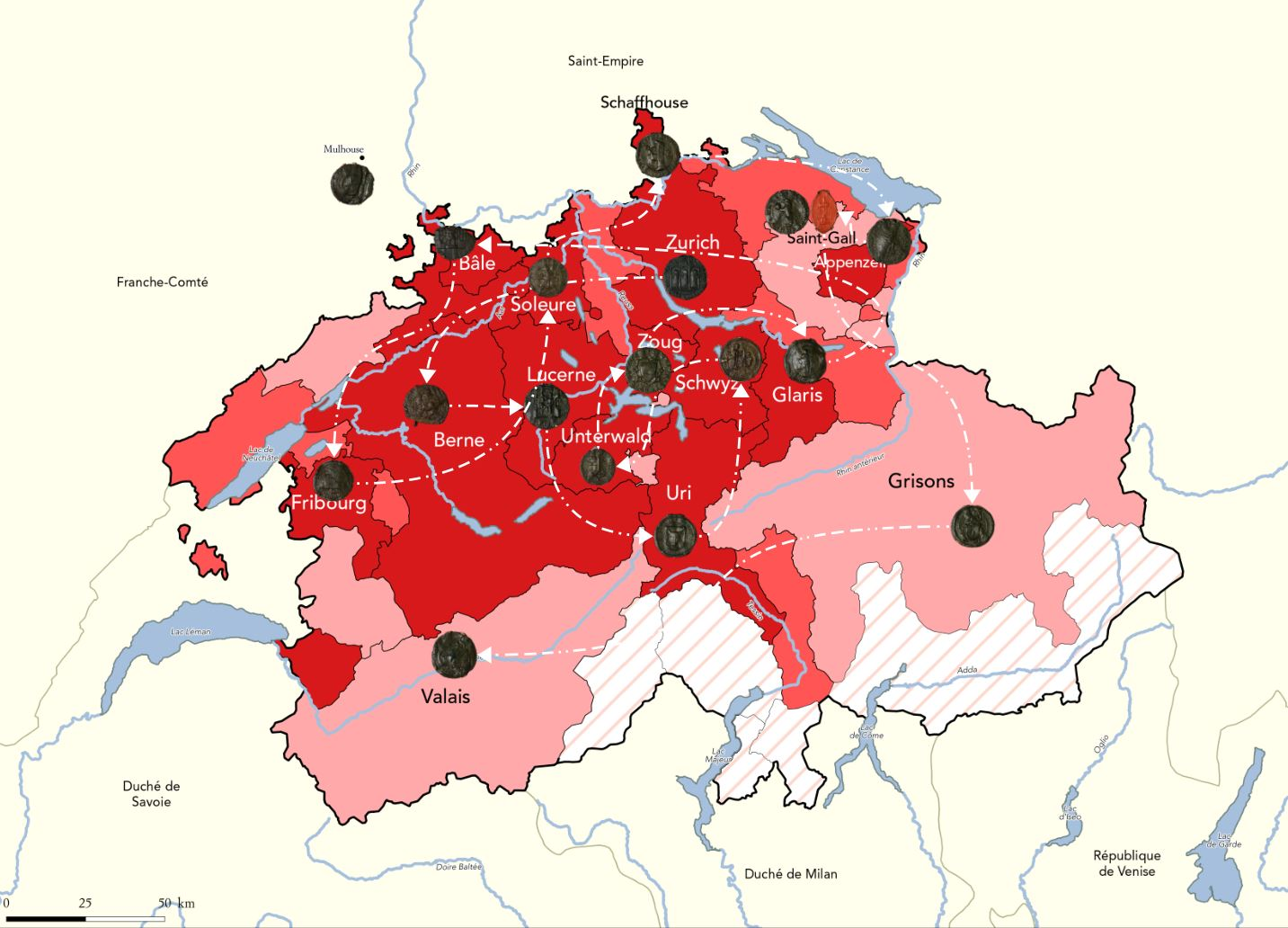
Carte représentant l'ordre de scellement du traité de Fribourg par les cantons suisses et leurs alliés, depuis Zurich jusqu'à Mulhouse.

Il y eut trois traités de Soleure, en 1579, 1602 et 1663.

## Le traité de 1579
Il renouvelle le traité de Fribourg de 1516, qui établissait la paix perpétuelle entre la France et la Suisse.
Il est renouvelé le 25 juillet 1582.

## Le traité de 1602
L'alliance de 1516 semblait coûter assez cher, suscitant une dette de quelque 36 millions de livres justifiant une nouvelle négociation qui sera confiée par le roi à Nicolas Brulart de Sillery, sa conclusion intervenant le 31 janvier 1602. Onze des treize cantons se sont liés au roi Bourbon, Berne se joindra aux autres. Quant au Canton des Grisons, ils promettent d'accorder le libre passage des cols au seul roi de France. Son sens par rapport à la succession sur le trône apparaît par le fait que la durée du nouveau traité devait parvenir à échéance après l'avènement du successeur du Dauphin au trône de France dans un contexte qui sera bientôt marqué par la Fronde des Princes durant la minorité de Louis XIV, dont prince de Neuchâtel en sera un des acteurs majeurs.   
Dès les lendemains de sa naissance le 27 avril 1595 - son père quittant ce monde le 29 - Henri II d'Orléans-Longueville est reconnu comme le nouveau duc de Longueville et d'Estouteville, comte puis prince de Neuchâtel (1643), mais encore comte de Dunois, de Tancarville et de Saint-Pol. Sous le regard de sa mère Catherine de Gonzague-Clèves, mais aussi avec la vigilance de ses administrés, l'enfant va requalifier les conditions financières du prêt assuré par le canton de Soleure à la couronne de France en 1552, dûment cautionné par les Orléans-Longueville grâce au gage constitué par le comté de Neuchâtel. Le traité de 1602 assujettit donc les aspects comptables fixés en 1552 dans la perspective d'une Escalade princière qui s'engagera dès la visite de Henri II à Neuchâtel en 1617. Le jeune souverain de vingt-deux ans fit alors en effet célébrer au château une messe, suscitant émoi en ce pays largement dévolu à la foi réformée depuis 1530. Par le traité de Paix perpétuelle, la guerre de Trente Ans n'impliquera donc de là dans ce conflit ni les Cantons suisses, ni le pays de Neuchâtel, mais elle conditionnera le roi de France à désigner au sein de la noblesse française celui qui allait devoir mettre fin à cette guerre. Le comte prendra ainsi le titre de prince à Münster en Westphalie cinq ans avant le traité de paix qui sera signé en ces mêmes lieux.

## Le traité de 1663
Il renouvelle le traité coïncidant avec l'Escalade fêtée depuis lors à Genève le 12 décembre de chaque année. Signé à Soleure le 24 septembre 1663, il permettait de tourner la page sur les quinze ans écoulés depuis la paix de Westphalie. Le prince de Neuchâtel, le duc de Longueville, qui avait représenté le roi de France à la tête des armées dès 1645, était mort le 11 mai 1663. Or, en 1602, la cohorte des ambassadeurs helvétiques avait été précisément logée à Paris dans l'hôtel des Orléans-Longueville. Le renouvellement de 1663 préparait donc en fait le procès de succession qui sera consécutif à la mort en 1707 de Marie de Nemours, princesse de Neuchâtel. De 1663 à 1673, le chancelier de Neuchâtel, Georges de Montmollin (1628-1703), énoncera les principes constitutifs de la notion d'État (souveraineté, indivisibilité et inaliénabilité) qui allaient permettre au tribunal des Trois-États d'attribuer la souveraineté de Neuchâtel à la maison de Hohenzollern en la personne du roi de Prusse lui-même, Frédéric Ier, ceci sous le nez de Louis XIV et de son candidat favori, François-Louis de Bourbon, prince de Conti (1664-1709), connu aussi comme le Grand Conti.